# 粟登
粟登（1478年—？年），字有年，四川重慶府巴縣人，軍籍，明朝政治人物。

## 生平
弘治十七年（1504年）甲子科四川鄉試第四名舉人。正德六年（1511年），登進士第三甲第六十八名。授常州府推官。嘉靖初為戶部郎中，參與左順門事件。出為陝西延安府知府，嘉靖十年（1531年）升陝西副使。次年任陝西行太僕寺卿。

## 家族
曾祖粟茂；祖父粟彥□；父粟千鍾。母衛氏。